# Schloss Annenberg

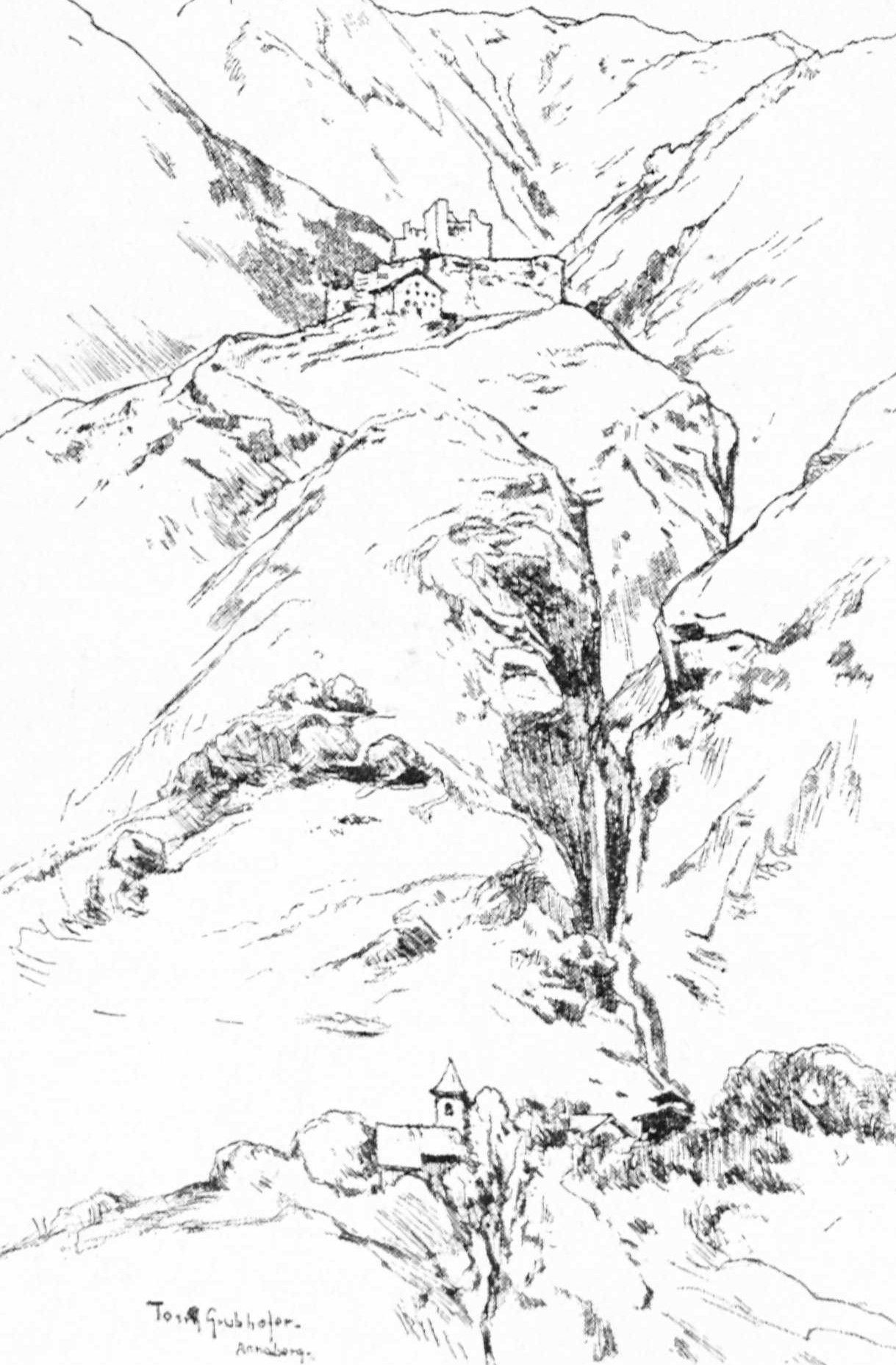
Tony Grubhofer: Annaberg (um 1899)

Das befestigte Schloss Annenberg (gelegentlich auch Schloss Annaberg) ist ein burgähnliches Schloss in Latsch in Südtirol. Es liegt in 1.039 Metern Höhe am Sonnenberg über dem zur Fraktion Goldrain gehörenden Weiler Tiss, gehört aber zur Katastralgemeinde St. Martin am Vorberg.
Die Burg steht nachweislich auf einer prähistorischen Siedlungsstätte.

## Beschreibung
Es handelt sich um eine Höhenburganlage, die auf einem Felskegel errichtet wurde und die aus dem Kernbereich, der diesen umgebenden Ringmauer und der außerhalb liegenden Kapelle St. Anna besteht. 
Der Kern besteht aus einem dreistöckigen Hauptgebäude (Palas) in der Form eines Rechtecks. Dessen nach Norden (zum Berghang hin) gerichtete Seite ist an der Nordwestecke in der Kante gebrochen, respektive abgeschrägt und geht in den anschließenden, zweistöckigen Halbrundbau über. An der Südostecke befindet sich ein Treppenturm, der einem Bergfried ähnelt. Die freie Fläche zwischen dem halbrunden Bau und dem Turm wird von einer zinnenbewehrten Mauer umschlossen. Der Zugang erfolgt von der Ostseite durch die Ringmauer südlich um das Bauwerk herum an die Tür in der Westseite des Hauptgebäudes. Die Bauwerke dieses Ensembles sind mit grauem Mörtel verputzt.
Der Felskegel mit den Gebäuden ist etwas tiefer mit einer quadratischen Ringmauer umgeben, die mit Scharten ausgestattet ist. An jeder Ecke befindet sich ein dreiviertelkreisförmiger Turm, von denen drei (Südwest, Nordwest, Nordost) als mittelalterliche Mauertürme mit hölzernen Zwischenböden ausgestattet waren und die Mauerscharten und teilweise Maulscharten aufweisen. Der südöstliche Turm ist als Besonderheit nach Art eines Batterieturms ausgeführt, er ist mit Erde gefüllt und weist einen regelmäßigen Zinnenkranz auf. Das Tor in der Ringmauer ist relativ klein und nicht durch eine Zugbrücke geschützt. Vom nordöstlichen Eckturm ist die Ringmauer nach Westen hin auf zwei Dritteln der Länge eingebrochen. Der dahinterliegende Hang wurde durch eine mit Ankern versehene Betonwand gegen das Abrutschen gesichert. Auf die Ringmauer wurde ein Verputz aus Kalkmörtel aufgetragen, der teilweise noch vorhanden ist. An der Nordseite steht auf einem Plateau die Schlosskapelle, die der heiligen Anna gewidmet ist. Der originale Chorstuhl und der von Sebastian Scheel 1517 geschaffene Altar befinden sich heute im Tiroler Landesmuseum in Innsbruck. An der Nordflanke des Felskegels befand sich ein Gebäude außerhalb des Mauerrings, von dem aber heute nur noch Reste vorhanden sind. (Möglicherweise Sicherungsbauten des Zugangs, der sonst ungeschützt war.) Das Schloss und der etwas unterhalb liegende Bauernhof befinden sich im Eigentum der Familie Manfred Fuchs, ein Betreten ist nicht möglich.

## Historie
Im 13. Jahrhundert (das genaue Baudatum ist unbekannt, eine Erwähnung findet das Bauwerk erstmals 1252) errichteten die Herren von Burgus-Wangen, ein altes, edelfreies Geschlecht aus Burgeis, hier einen festen Wohnturm. Es gibt keine Erkenntnisse bezüglich des Aussehens oder den Abmessungen dieses ersten Baus. Vermutlich durch den Verkauf aller Besitzungen derer von Burgus-Wangen zwischen der Töll und Laas gelangte die Burg im Jahre 1290 an Graf Meinhard II. von Tirol. Dieser gab im Jahre 1295 den Vögten von Matsch die halbe Burg zu Lehen. Im Jahr 1315 (oder 1318) belehnte König Heinrich den Burggrafen auf Schloss Tirol Heinrich von Partschins (eigentlich Heinrich vom Thurm zu Meran und Partschins) aus der Familie der Tolde von Meran (die wiederum von dem 1165 erwähnten Ernesten von Annenberg und dem dann im Jahr 1270 erwähnten Conrad von Annenberg de Turi abstammen) mit der anderen Hälfte der Burg unter der Auflage, den Teil der Matscher Vögte zu erwerben und sie dann von ihm zu Lehen zu nehmen. Heinrich von Partschins ließ sich daraufhin auf der Burg nieder und nannte sich fortan wieder „von Annenberg“. 1327 verlieh der Vogt Egno von Matsch seine Hälfte an der Burg zunächst auf acht Jahre an Heinrich von Annenberg. Durch Erwerb dieses Teils wurde der Annenberger jedoch später alleiniger Besitzer der Burg und ließ den verfallenen und mit einem Vorbau versehenen Wohnturm in der ersten Hälfte des 14. Jahrhunderts wieder instand setzen. Im Jahr 1362 starb Heinrich von Annenberg. Seine Söhne Heinrich, Konrad, Anton und Johann teilten das Erbe auf, die Burg Annenberg fiel dabei an Anton von Annenberg. Dessen Sohn, ebenfalls ein Anton von Annenberg, begründete 1470 auf der Burg eine aus Handschriften und Inkunabeln bestehende Bibliothek. Diese bestand aus rund 250 Büchern, die allerdings nach dem Aussterben der Grafen von Mohr in alle Winde verstreut wurden. Lediglich 29 Bände konnten bis heute zweifelsfrei dieser Bibliothek zugeordnet werden.
Um die Wende vom 15. Jahrhundert zum 16. Jahrhundert wurde die Burg von den Herren von Annenberg stark erweitert und eine Ringmauer mit vier Türmen angelegt, auch als Reaktion auf den mit großen Verwüstungen abgelaufenen Schwabenkrieg. Diese Ringmauer war wahrscheinlich Vorbild für die in den Jahren um 1606 angelegte gleichartige Mauer um Schloss Goldrain.
Nach dem Aussterben der Freiherren von Annenberg fiel die Burg im Jahr 1695 an die Grafen Mohr, die auch im Besitz von Burg Obermontani sowie Burg Untermontani und der Burg Latsch waren. Dann erwarben die Freiherren von Haussmann die Burg, in deren Besitz sie bis 1813 verblieb. Bereits zum Ende des 17. Jahrhunderts begann der Verfall. Dieser verstärkt sich, nachdem das Bauwerk aus den Händen derer von Haussmann in bäuerlichen Besitz übergegangen war und die Vernachlässigung weiter zugenommen hatte. Sie war in der Folgezeit in der Hand von mehreren Besitzern und mehr oder weniger sich selbst überlassen. Dadurch wurde sie dann letztendlich zur Ruine, deren Treppenturm und Dächer eingestürzt waren. 
Erst im Jahr 1896 begannen Sanierungsmaßnahmen, nachdem der k.u.k. Rittmeister Martin Stocker die Burg erworben hatte. Im Jahr 1910 wurde der Bau versteigert und kam so in die Hände des k.u.k. Hauptmanns Schörger, der die Arbeiten fortsetzen und dabei im Jahr 1912 den Palas und den Treppenturm um ein Stockwerk erhöhen ließ. Gleichzeitig wurde der Palas wieder bewohnbar gemacht. 
1923 ging das Bauwerk in den Besitz von Paolo Drigo über, aus dessen Händen gelangte es 1928 an die Grafen Bensa (oder Benza) aus Genua, die die Erhaltungsmaßnahmen fortsetzten und in deren Eigentum Annenberg bis 1972 war. Sie verkauften dann das Schloss an den Tierarzt Karl-Heinz Politzar, nach dessen Tod es im Jahr 2010 an die Familie Fuchs kam.